# Повреждение кабелей связи на дне Балтийского моря (2024-2025)

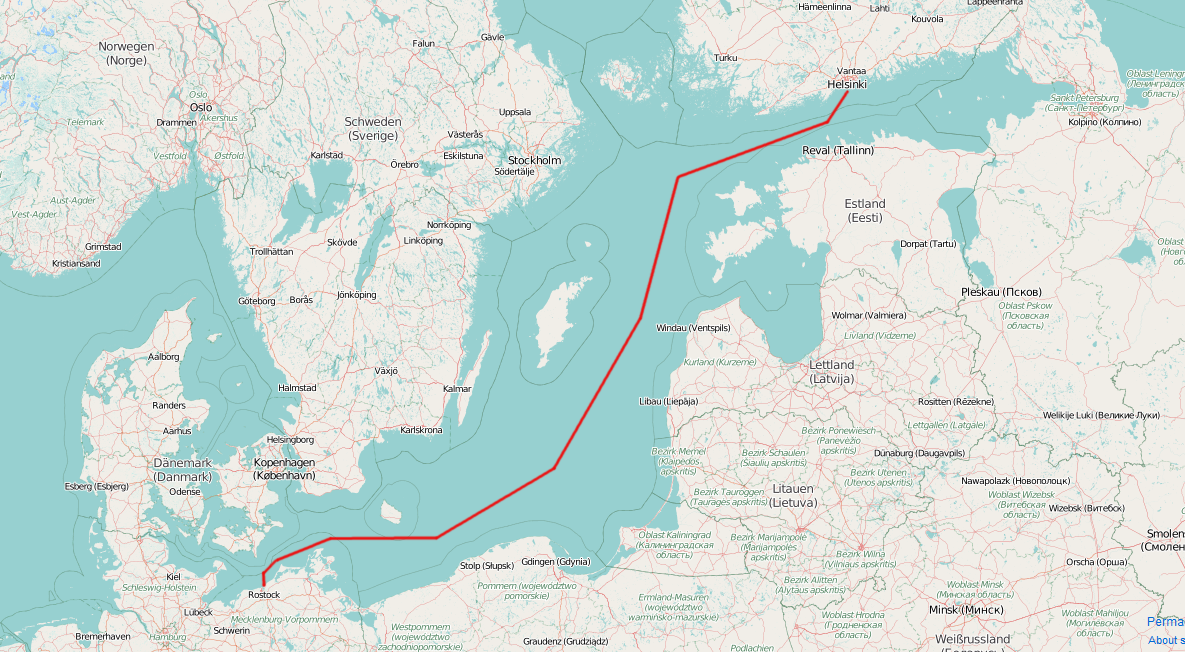
Трасса кабеля C-Lion1

17—18 ноября 2024 года два подводных телекоммуникационных кабеля (BCS East-West Interlink и C-Lion1), проложенных по дну Балтийского моря, были повреждены. Поскольку эти кабели пересекаются лишь в одном месте, то данный инцидент вызвал подозрения, что повреждение было преднамеренным.
21 февраля 2025 года Швеция заявила о случае саботажа подводного телекоммуникационного кабеля в Балтийском море. Полиция Швеции проводит расследование, так как повреждение произошло в экономической зоне Швеции.

## Ход событий
18 ноября появились сообщения о разрыве единственного телекомуникационного кабеля C-Lion1 между Финляндией и Германией. Затем, 19 ноября, стало известно о повреждении утром 17 ноября телекомуникационного кабеля BCS East-West Interlink, проложенного между Литвой и Швецией. Как сказал руководитель технологического отдела литовского оператора связи Telia Андрюс Шемешкявичус, хотя данный кабель был старым и с ним уже происходили неисправности, но C-Lion1 и BCS East-West Interlink пересекаются только на площади 10 квадратных метров, а поскольку их оба повредили, то вероятно, что это было сделано преднамеренно.
19 ноября министр обороны Германии Борис Писториус заявил: «Очень ясный сигнал о том, что там что-то происходит. Никто не верит в то, что этот кабель случайно был разорван. Я не склонен верить версии, что повреждение произошло из-за того, что этот кабель задел якорь. Поэтому мы вынуждены констатировать, не зная, кто конкретно это сделал, речь идет о гибридной акции, и мы вынуждены исходить из того, что речь идет о диверсии». Аналогичные заявления 22 ноября сделал и Верховный представитель Европейского Союза по иностранным делам и политике безопасности Жозеп Боррель: «Нет, у меня есть подозрения, у меня есть улики, у меня есть информация… но она не окончательная… Вопрос не в том, верить или не верить, конечно, это не был несчастный случай».
Уже 20 ноября появились сообщения, что повредить кабель могло китайское грузовое судно Yi Peng 3, поскольку оно двигалось по странному маршруту: оно шло из российского порта Усть-Луга в Порт-Саид в Египте и прошло вблизи шведско-литовского и финско-германского кабелей примерно в то время, когда каждый из них был поврежден 17 и 18 ноября, соответственно. Сообщалось также, что капитаном этого судна является гражданин России.
28 ноября было сообщено, что 17 ноября около 21:00 по местному времени китайский сухогруз Yi Peng 3, вышедший из Усть-Луги 15 ноября, бросил якорь, но продолжал движение в шведских водах, после чего его якорь перерезал кабель, соединяющий Швецию и Литву. После этого судно продолжило движение, несмотря на сниженную скорость от тянущегося за ним якоря, и ночью 18 ноября его якорь перерезал кабель, соединяющий Германию и Финляндию. Затем судно начало двигаться зигзагами, подняло якорь и продолжило движение, однако было остановлено в проливе Каттегат кораблями ВМС Дании. Оно было окружено военными кораблями Дании, Германии и Швеции. В течение недели власти Швеции и Германии вели переговоры с его владельцем, компанией Ningbo Yipeng Shipping, для получения доступа к судну и допросу экипажа. В итоге компания согласилась сотрудничать со следствием и оставить судно в международных водах. Осмотр якоря и корпуса судна выявил повреждения, подтверждающие, что судно тащило за собой якорь и порвало кабели. Расследование занялось вопросом о том, может ли быть причастна к этому инциденту российская разведка. Расследование ведут прокуратура Швеции, прокуратура Литвы, Центральная криминальная полиция Финляндии. Задержание китайского судна стало первым случаем принудительных мер на основании Конвенции по защите подводных телеграфных кабелей после инцидента с советским траулером «Новороссийск» в 1959 году.
28 ноября повреждения обоих кабелей были устранены.
19 декабря полиция Швеции сообщила, что представители китайских властей проводят расследование на борту судна Yi Peng 3 и пригласили шведскую сторону принять участие в качестве наблюдателей.
Европейские власти не исключили саботаж, в то время как представители американской разведки пришли к выводу, что «кабели не были перерезаны преднамеренно». 